# 노백
노백(魯伯, ? ~ ?)은 전한 후기의 유학자이자 관료로, 낭야군 사람이다.

## 행적
시수에게서 가르침을 받았고, 관직이 회계태수에 이르렀다. 제자로 둔막여·병단이 있었다.

## 출전
- 반고, 《한서》 권88 유림전